# Kick Gurry
Christopher „Kick” Gurry (ur. 25 maja 1978 w Melbourne) − australijski aktor filmowy i telewizyjny.

## Życiorys
Urodził się w Melbourne w Australii. Swój przydomek „Kick” przyjął, kiedy jego młodszy brat nie mógł wypowiedzieć imienia Christopher i powiedział „Kicker”. Kiedy dotarł do liceum skrócono go do „Kick”. Studiował w Wesley College w Melbourne i brał udział w filmach, w tym Szukasz Alibrandi (Looking for Alibrandi, 1999), Garage Days (2002), Speed Racer (2008) i Na skraju jutra (2014).

## Filmografia

### Filmy fabularne
- 1996: The Inner Sanctuary jako Street Walker
- 1998: Cienka czerwona linia (The Thin Red Line)
- 2000: Looking for Alibrandi jako Jacob Coote
- 2000: The Big House (film krótkometrażowy) jako Sonny
- 2001: Buffalo Soldiers jako Video
- 2002: Garage Days jako Freddy
- 2003: Good Luck Jeffrey Brown jako Jeffrey Brown
- 2004: Spartan jako Jones
- 2005: Daltry Calhoun jako Frankie Strunk
- 2014: Na skraju jutra (Edge of Tomorrow) jako Griff
- 2015: Jupiter: Intronizacja (Jupiter Ascending) jako Vladie

### Seriale TV
- 1997: Halifax f.p. - odc. Someone You Know (TV) jako Luke
- 1997: Raw FM jako Toby
- 1998: SeaChange jako Jerome Hall
- 1999: Wildside jako Steven Bolten
- 2002: Młode lwy (Young Lions) jako Danny
- 2005−2006: The Alice jako Darren
- 2006: Two Twisted jako Jenkins
- 2010: W pętli życia (Tangle) jako Joe Kovac
- 2015: CSI: Cyber jako Clikk